# Досуг при свете лучины
«Досуг при свете лучины» — повесть Петера фон Мантейфеля, написанная на эстонском языке и опубликованная в 1838 году. Считается первым значительным художественным произведением в истории эстонской литературы. Включает прозаическую часть, «Юри Тарвель», стихотворные вставки и басни.
Повесть вышла отдельным изданием в 1838 году и была очень благожелательно встречена как в народе, так и в образованной среде. Она быстро стала самой популярной народной книгой Эстонии, первый тираж быстро раскупили, так что в 1839 году вышел второй. «Досуг при свете лучины» высоко оценили Ф. Крейцвальд, А. Кнюпфер. В то же время К. Мазинг в отдельной брошюре раскритиковал книгу за использование «трактирной речи». Предположительно повесть Мантейфеля повлияла на ряд писателей, укрепив их в желании писать на эстонском языке. Однако вскоре она была забыта, и третье её издание увидело свет только в 1938 году.
Литературоведы отмечают реалистичность характеров, злободневную направленность повести.